# Ordine costantiniano di San Giorgio (Spagna)
Il sacro militare ordine costantiniano di San Giorgio (ramo ispano-napoletano) è un ordine cavalleresco-religioso dedicato a san Giorgio, di collazione della Real Casa Borbone Due Sicilie, una delle tre incarnazioni moderne dell'Ordine costantiniano di San Giorgio.
Relativamente alla legge n. 178/1951, l'Ordine è riconosciuto dallo Stato Italiano come "ordine dinastico non nazionale" legittimamente conferibile e il suo uso sul territorio italiano è autorizzabile a domanda dal Ministero degli affari esteri.
L'ordine è conteso dalla morte di Ferdinando Pio di Borbone-Due Sicilie nel 1960, così come il ruolo di capo della casata dei Borbone Due Sicilie. A rivendicare il titolo di Gran Maestro dell'Ordine sono i principi Carlo di Borbone-Due Sicilie, Duca di Castro (ramo detto "franco-napoletano"), e Pietro di Borbone-Due Sicilie, Duca di Calabria (ramo detto "spagnolo-napoletano").

## Storia

### Origini mitiche e fittizi legami bizantini
Secondo la leggenda, l'istituzione dell'ordine dovrebbe essere fatta risalire all'imperatore Costantino: il suo nucleo sarebbe stato formato da cinquanta cavalieri scelti per la guardia personale dell'imperatore, ai quali sarebbe stato affidato il labaro imperiale, sul quale, dopo la battaglia di Ponte Milvio del 312 sarebbe stato presente il monogramma di Cristo. L'ordine sarebbe stato posto sotto la regola di san Basilio Magno e nel 456, su richiesta dell'imperatore d'Oriente Marciano, sarebbe stato approvato dal papa Leone Magno. Nel 1190 l'imperatore bizantino Isacco II della dinastia degli Angeli concesse all'ordine gli statuti.
La leggenda della nascita dell'ordine (che include is presupposti legami a Costantino, San Giorgio, e le crociate) appare per la prima volta dopo la caduta di Costantinopoli e la cattura di Rodi da parte degli Ottomani. Benché la leggenda implichi gli imperatori Bizantini nella storia dell'ordine, in realtà gli ordini cavallereschi (come questo stesso, i Templari, o gli Ospedalieri) non esistevano come istituzione nell'Impero Bizantino ma sono legati all'Europa occidentale.
La leggenda delle origini romane e bizantine fu creata nel XVI secolo dalla famiglia degli Angeli Flavi per aumentare il prestigio dell'ordine.

### Storia
La nascita dell'ordine è invece legata alla famigli degli Angeli Flavi, una dinastia cattolica dei Balcani. Gli Angeli Flavi reclamavano varie discendenze, tra cui quella da Constantino I (ritenuta dagli storici moderni fittizia) e da Isacco II Angelo (ritenuta improbabile ma possibile dagli storici). La data di nascita esatta dell'ordine è sconosciuta, ma deve essere apparso all'inizio del '500. Fonti secondarie danno notizia dei primi statuti noti dell'ordine risalgono al 1522 ad opera di Giovanni II Cesare Nemagna Paleologos e descrivono l'ordine col nome di «Milizia Aureata Angelica Costantiniana sotto il titolo di Santo Stefano e la protezione di San Giorgio». Tra i "compatrioti" dell'ordine vi era anche la famigli degli Angeli Flavi. Non è certo se questo ordine fosse quello attuale, di cui poi gli Angeli Flavi abbiano preso il comando, oppure uno precedente.
Un motu priorio di Paolo III, Cum sicut accepimus, datatao tra il 1545-49 conferma alcuni presunti privilegi Leone I e Michele Paleologo agli per le creazione di cavalieri del toson d'oror, ma non menzioni l'ordine costantiniano. Uno dei primi documenti certo a descrivere l'ordine è da parte di Alessandro Riario, protonotario apostolico, e parente alla lontana degli Angeli, che rilasciò il «Processus fulminatus ad favorem Ordinis Militaris, sub titulo sancti Georgij» il 10 giugno 1568. Questo documento contiene la descrizione dell'ordine e i privilegi dei Gran Maestri.
Dopo gli Angeli Flavi, l'ordine passò ai Farnese, duchi di Parma, approvata dal papa Innocenzo XII il 24 ottobre 1699 con il breve apostolico Sincerae fidei e confermata da papa Clemente XI il 20 aprile 1701 con il breve apostolico Alias feliciter.
Nel 1705 il duca Francesco Farnese procedette alla riforma degli statuti dell'ordine, che furono approvati dalla Santa Sede nel 1706. Papa Clemente XI, con la bolla pontificia Militantis Ecclesiæ del 27 maggio 1718, approvò l'ordine accordandogli numerosi privilegi.
Alla morte di Antonio Farnese, ultimo duca di Parma, il gran magistero dell'ordine fu trasmesso a Carlo di Borbone, figlio di Elisabetta Farnese. La trasmissione venne approvata da papa Clemente XII con bolla pontificia del 12 maggio 1738 e confermata da papa Benedetto XIV con una bolla pontificia del 30 giugno 1741.
Carlo di Borbone, divenuto nel 1734 re di Napoli, trasferì la sede dell'ordine nella capitale del suo Regno; divenuto, poi, re di Spagna nel 1759, rinunciò, successivamente, al gran magistero costantiniano, che fu assunto dal figlio Ferdinando, re di Napoli e Sicilia: la trasmissione fu confermata da papa Clemente XIII, con monitorio del 18 dicembre 1763, e da papa Pio VI, con la bolla pontificia Rerum humanarum conditio nel 1777.
Il gran magistero dell'ordine rimase ai Borbone-Due Sicilie, anche successivamente alla perdita del trono delle Due Sicilie. I privilegi dell'ordine furono confermati e accresciuti da papa Pio IX nel 1851 (breve apostolico Maxime et praeclarissima), nel 1860 e nel 1863 (brevi del 30 ottobre 1860 e del 25 settembre 1863) e da papa Pio X nel 1911 e nel 1913 (placet del 7 aprile 1911 e 2 aprile 1913). La Sacra congregazione dei riti concesse al clero dell'ordine speciali regole liturgiche con decreti del 1912, 1914 e 1919.

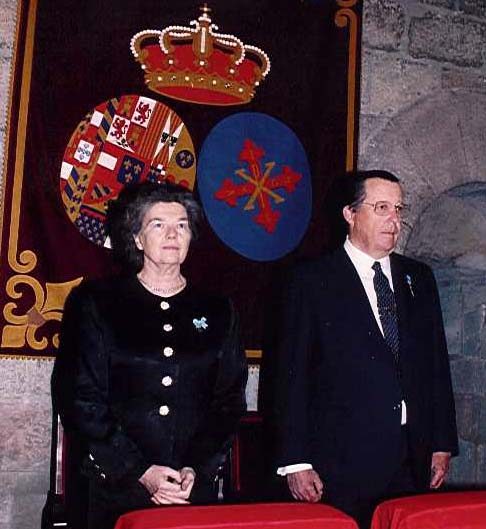
Il Gran maestro Carlo Maria di Borbone-Due Sicilie nel 2007

L'ordine è conteso dalla morte di Ferdinando Pio di Borbone-Due Sicilie nel 1960, insieme al ruolo di capo della casata dei Borbone Due Sicilie.
Nella storia millenaria dell'Ordine gli statuti hanno avuto diverse modifiche, quelle cronologicamente più recenti sono databili al 20 luglio 1934, al 16 luglio 1943, al 31 ottobre 1987 e al 31 ottobre 2006.

## Chiese
La basilica magistrale dell'Ordine Costantiniano è la basilica di Santa Croce a Via Flaminia in Roma: la Real Deputazione vi fa celebrare le proprie sante messe mensili, il solenne pontificale di San Giorgio, e la solenne liturgia eucaristica dell'Esaltazione della Santa Croce, feste dell'ordine.
Papa Benedetto XV, con breve apostolico Quum anno del 13 dicembre 1916, restituì all'ordine la chiesa di Sant'Antonio Abate al Reclusorio, a Napoli, e, con placet del 29 luglio 1921, concesse il privilegio di considerare la cappella della villa del gran maestro a Cannes quale chiesa appartenente all'ordine, con tutte le indulgenze, esenzioni e privilegi propri delle chiese costantiniane.
Tra gli altri luoghi sacri in cui vengono celebrati, con regolarità, riti dell'Ordine Costantiniano si annoverano: la Reale Basilica di Santa Chiara di Napoli, la Chiesa della Santissima Trinità e annesso Convento degli Eremitani di Sant'Agostino di Viterbo, la Basilica di Nostra Signora della Mercede di Barcellona, la Cattedrale di Barcellona e segnatamente la Cappella della Visitazione, la Chiesa Cattedrale Castrense di Madrid, la Chiesa di San Giuseppe dei Nudi e la Chiesa dell'Ascensione a Chiaia in Napoli, la Cattedrale di Nola in provincia di Napoli, la Chiesa di San Sepolcro a Milano, la Cattedrale di Notre-Dame di Lussemburgo, la Basilica della Santissima Annunziata di Firenze, la Basilica di Sant'Antonio di Padova.
Nel mese di dicembre 2016 il Gran Maestro dell'Ordine, Pietro di Borbone delle Due Sicilie, conclude un accordo di collaborazione e sostegno con la Reale Arciconfraternita e Monte del Santissimo Sacramento dei Nobili Spagnoli in Napoli, affinché siano eseguiti alcuni lavori di restauro della monumentale Pontificia Reale Basilica di San Giacomo degli Spagnoli, di cui la confraternita napoletana è proprietaria. A seguito di ciò la Cappella della Mater Dolorosa della basilica napoletana è concessa in uso all'Ordine Costantiniano. Inoltre nel mese di novembre 2019 la Chiesa di San Giuseppe dei Nudi di Napoli viene eretta Cappella Magistrale Costantiniana e sede dell'Ordine in Napoli, aggiungendosi all'altra Chiesa Magistrale di Santa Teresa in Caprarola (VT).

### La disputa dinastica tra il ramo "ispano-napoletano" e quello "franco-napoletano"
L'ordine è conteso dalla morte di Ferdinando Pio di Borbone-Due Sicilie nel 1960, insieme al ruolo di capo della casata dei Borbone Due Sicilie, in seguito alla disputa dinastica tra i due rami.

## Gran magistero
Il gran magistero costantiniano è un ufficio ecclesiastico di erezione pontificia che non necessita dell'ordinazione sacerdotale: è stato sempre tenuto da un laico battezzato, anche coniugato.
Con la Bolla Sincerae Fidei il pontefice Innocenzo XII stabilì la giurisdizione esclusiva della Santa Sede sull'Ufficio del Supremo Moderatore dell'Ordine, oltre che i poteri spettanti al Gran Maestro.
Viene trasmesso al figlio maschio primogenito del gran maestro defunto seguendo la cosiddetta linea di primogenitura farnesiana, o, mancando la discendenza diretta, al maschio per nascita più vicino al defunto, che diviene il nuovo primogenito farnesiano. Il principio della successione per primogenitura venne codificato nei vari statuti (del 1190 , del 1705, del 1934). L'ordine è conteso dalla morte di Ferdinando Pio di Borbone-Due Sicilie nel 1960, insieme al ruolo di capo della casata dei Borbone Due Sicilie, seppur la Corona di Spagna nella persona del sovrano di allora Juan Carlos I, dopo aver letto autorevolissimi pareri provenienti dai maggiori enti accademici del Regno di Spagna, ha confermato il riconoscimento di tali ruoli a Don Carlos Borbone Due Sicilie e pertanto oggi al suo figlio Don Pedro che ne ha eriditato il Gran Magistero alla sua morte per il principio indiscutibile della Primogenitura Farnesiana, sganciato da ogni altra titolarità formale o materiale di origine dinastica.
IL REGGIMENTO COSTANTINIANO
Un esempio noto a pochissimi cultori di storia è l'affaire della “successione” dei Farnese, duchi di Parma e Piacenza, al Gran Magistero dell'Ordine Costantiniano. Il fatto non era assolutamente pacifico a causa dei numerosi interessi in gioco. La manovra diplomatica per legittimarne l'acquisizione doveva essere, quindi, di ampio respiro e il duca Francesco Farnese (immagine apertura) voleva assolutamente completarla attraverso il conseguimento di benemerenze militari.
A tale scopo, il Duca avrebbe partecipato all'ennesima campagna anti-turca della Serenissima non in veste di Sovrano di un piccolo Stato, ma come Gran Maestro di un antico e glorioso Ordine Equestre, erede della tradizione Imperiale d'Oriente, negli stessi territori dell'antico Despotato d'Epiro, ora contesi alla Sublime Porta, in cui l'Ordine si era stabilito e aveva operato nei secoli precedenti.
La riconquista di queste terre avrebbe assicurato, tra l'altro, ovvie benemerenze da parte di papa Clemente XI che stava elaborando la Bolla definitiva d'approvazione della cessione dell'Ordine alla famiglia Farnese da parte dell'ultimo Gran Maestro Angelo Comneno rimasto senza eredi legittimi.
La guerra condotta in quel tempo da una Lega costituita dal Sacro Romano Imperatore Carlo VI, dalla Serenissima Repubblica di Venezia, dal Granduca di Toscana, dall'Ordine di Malta e dal Papa contro l'avanzata del Sultano Amet in Dalmazia era il fatto più rilevante in politica internazionale. Il Sultano voleva vendicare la sconfitta del 1683 a Vienna, per opera di Giovanni Sobieski e quella del 1690 a Salankemen e Zeula, per opera di Eugenio di Savoia, che avevano costretto i Turchi a sottoscrivere, nel 1699, il gravosissimo Trattato di Carlowitz.
Proprio per l'elevatissima posta in gioco il reclutamento e le dotazioni dei Militi Costantiniani furono oggetto della più meticolosa cura da parte del Farnese che, nella sua veste di Gran Maestro dell'Ordine Costantiniano di san Giorgio, si impegnava a reclutare un reggimento su due battaglioni di otto compagnie ciascuna, il cui soldo sarebbe stato a carico, però, della Repubblica di Venezia. Era stato convenuto che l'organico di ogni compagnia sarebbe stato di: 1 capitano, 1 tenente, 1 alfiere, 2 sergenti, 4 caporali, 2 tamburi, 12 granatieri, 100 fucilieri.
Dopo qualche contrasto all'arrivo in territorio veneto, il 1º battaglione del reggimento partì per Spalato, roccaforte della Serenissima in Dalmazia, il giorno 17 giugno 1717.
In luglio iniziarono le operazioni verso Sinj per attaccare la roccaforte turca di Livno nella Bosnia occidentale. Il reggimento, della forza effettiva di un battaglione, venne posto alle dirette dipendenze del comandante veneziano, il provveditore generale, conte Alvise Sebastiano Mocenigo. Per questo motivo e in quanto considerato non veterano e inadatto al servizio di campagna vero e proprio, venne tenuto nelle retrovie. Nonostante ciò ebbe perdite pari al 54% degli effettivi a causa di malattie e infezioni. L'anno successivo, 1718, il reggimento, ormai veterano, venne impiegato in prima linea presso Dulcigno (Ulcinj nel Montenegro meridionale) a oltre 160 chilometri a sud-est delle sue primitive postazioni, ma a breve distanza da Scutari e, quindi, dalla antica sede Gran Magisteriale di Drivasto. In effetti nell'agosto 1717 la flotta cristiana, dopo essere stata impegnata in sanguinosi combattimenti nel mar Egeo, aveva chiesto immediato soccorso o sul mare o mediante azioni in terraferma che costringessero i Turchi a ridurre la pressione navale. L'attacco di Dulcigno rispondeva proprio a queste esigenze di alleggerimento richieste. Invece, la flotta promessa dal re cattolico Filippo V Borbone non giunse mai al soccorso perché deviata nelle acque sarde e siciliane. Ciò irritò moltissimo il papa, Clemente XI, che rimproverò duramente il re di Spagna e chiese al duca Francesco, zio della regina di Spagna, Elisabetta Farnese, di interporre, presso la corte cattolica i suoi buoni uffici affidandogli, al contempo, un ruolo che sicuramente conveniva all'ambizioso duca e collimava con il suo desiderio di fungere da ago della bilancia nel teatro balcanico anche grazie alla presenza di truppe proprie.
Numerose sono le testimonianze delle difficoltà incontrate durante la campagna da parte delle truppe costantiniane, sia per l'attività del nemico, che combatteva già con le tecniche proprie della “guerriglia”, sia, soprattutto, per l'ostilità dell'alleato veneto che negò il necessario supporto logistico in particolare il “comodo di Medico e di Spedale” e “la poca cura che si è avuta… la quale abbia dato causa alla morte e diserzione di soldati ed a molte infermità che ancora regnano nelle truppe.” (Lettere del 28 e 31 ottobre 1717 del duca al suo colonnello comandante). Proprio per fare fronte all'enorme numero di perdite per morte e diserzione il colonnello dal Verme tornò a Venezia per reclutare soldati da incorporare nel suo reggimento. Ricompostosi, il reggimento, forte di 1200 uomini, venne impegnato in operazioni nelle zone di Spalato, Cattaro, Dulcigno (Ulcinj), e presso la fortezza di Sinj. Il 21 luglio 1718 l'Impero e la Sublime Porta stipularono la pace di Passarowitz. La Repubblica Veneta non era in grado di gestire da sola l'impari lotta contro il sultano e chiese, a sua volta, nel 1719, la pace. Il reggimento venne immediatamente rimpatriato a giugno dello stesso anno. Le ulteriori perdite erano state di 439 uomini. Finì così la Campagna Dalmata della Milizia Costantiniana. Essa non conseguì tutti gli scopi prefissati dal Farnese in ordine alle sue mire di politica internazionale e dinastica a coronamento delle sue ambizioni espansionistiche su di un trono regale, ma gli permisero di assicurarsi la benevola attenzione della Santa Sede e la pacifica successione ai Comneno nel titolo Gran Magistrale dell'Ordine Costantiniano. La riconoscenza del papa Clemente XI, che era stato cardinale protettore dell'Ordine, si manifestò con la tanto sospirata eattesa emissione della Bolla Militantis Ecclesiae di concessione del Gran Magistero al Farnese in forma piena ed incondizionata e con il conferimento all'Ordine e ai suoi cavalieri di un altissimo e amplissimo numero di privilegi e guarentigie guadagnati sul campo e non in virtù di un nebuloso e incerto passato.
Non esistono fonti certe circa la bandiera colonnella del reggimento. Gli ufficiali vestivano uniformi assai elaborate, ricche e appariscenti: un sontuoso giaccone turchino a risvolti rossi recante, sul cuore, la Grande Croce Costantiniana, con sottabito di colore rosso, calzoni e calze bianchi, cintura di velluto celeste, spada con le insegne dell'Ordine, mantello turchino e Croce di Giustizia al collo. L'uniforme della truppa era la più curata di quelle di tutti gli altri corpi militari del Ducato: giustacuore blu a mostre rosse, panciotto rosso bordato in oro con galloni, calzoni al ginocchio blu, calze al polpaccio bianche, tricorno nero bordato in oro con effigie dell'Ordine, tracolla in cuoio naturale con porta-miccia in ottone e bisaccia con stemma dell'Ordine, cinturone in cuoio con spada.

## Appartenenti all'ordine
L'accesso è tradizionalmente riservato ai nobili e avviene esclusivamente per cooptazione. I Cavalieri assumono l'impegno a sostenere concretamente le attività e a vivere secondo i precetti della Regola di San Basilio, dell'assistenza al povero e della Difesa della Fede Cattolica, Apostolica, Romana.
L'ordine si compone di cavalieri (di Giustizia, Jure Sanguinis, di Merito e d'Ufficio), di dame e di ecclesiastici. I diversi titoli e categorie sono attribuiti in base al rango nobiliare e alla posizione sociale.
Appartengono all'Ordine molti Cardinali di S.R.C., numerosi monarchi regnanti o di case ex regnanti, la gran parte dell'aristocrazia cristiana, alte cariche, diplomatici, insigni esponenti della vita civile e militare europea ed extra-europea.
La lunghissima storia dell'Ordine rende proibitivo fornire un elenco esaustivo degli insigniti. Nel seguito sono indicati alcuni tra i membri più noti di epoca recente, così come i Santi e i Beati che furono membri della Milizia Costantiniana.
L'Ordine concede una medaglia di benemerenza in tre classi (bronzo, argento, oro) a quanti abbiano svolto attività di prestigio e abbiano contribuito in ambiti sociali, scientifici, religiosi, politici e caritatevoli al benessere sociale e si siano resi pertanto meritevoli nei confronti dell'istituzione.

### Insigni esponenti di epoca recente
- Juan Carlos I, re di Spagna[19][20]
- Costantino II, re degli Elleni (d'Onore)[19][20]
- Simeone II, Tsar dei Bulgari poi Primo Ministro della Repubblica di Bulgaria (d'Onore)[19][20]
- Duarte Pio, Duca di Braganza e pretendente alla Corona del Portogallo[21]
- Alessandro, Principe Ereditario della Corona di Jugoslavia (d'Onore)[19]
- Pilar di Borbone, Infanta di Spagna e Duchessa di Badajoz[22]
- Margherita di Borbone, Infanta di Spagna e Duchessa di Soria ed Hernani[22]
- Darío Castrillón Hoyos, Prefetto Emerito della Congregazione per il Clero[22][23]
- Gerhard Ludwig Müller, Prefetto della Congregazione per la Dottrina della Fede[24][25]
- Cardinale   Giovanni Battista Re, Decano del Collegio Cardinalizio [22][26]
- Cardinale Gianfranco Ravasi, Presidente del Pontificio Consiglio della Cultura[22][27]
- Cardinale Gilberto Agustoni, Prefetto Emerito del Supremo Tribunale della Segnatura Apostolica[22][28]
- Cardinale Antonio Cañizares Llovera, Arcivescovo Metropolita di Valencia[22][29]
- Cardinale Giovanni Cheli, Presidente della Pontificia Commissione dei Migranti e degli Itineranti[22][30]
- Carlos Juan Fitz-James Stuart y Martínez de Irujo, Duca di Alba de Tormes e Berwick, Grande di Spagna[31][32]
- Arciduca Simeone d'Austria, Principe Reale d'Ungheria e Boemia[19]
- Arciduca István Franz Leopold d'Austria, Principe Reale d'Ungheria e Boemia[19]
- Arciduca Josef-Arpád d'Austria, Principe Reale d'Ungheria e Boemia[19]
- Karl Peter, Arciduca di Austria, Principe Reale d'Ungheria e Boemia
- Infante Dom Miguel de Bragança, Duca di Viseu[19]
- il Principe Carlo Emanuele di Borbone-Parma[33]
- Federico Guglielmo, già Principe di Hohenzollern[19]
- Eduard, Duca di Anhalt (d'Onore)[19]
- José Finat y de Bustos, Duca di Pastrana, Grande di Spagna[31]
- José Ramón de Hoces y Elduayen, Duca di Hornachuelos, Grande di Spagna[34]
- Jacques de Bauffremont-Courtenay, Duca e Principe di Bauffremont[20]
- Juan-Manuel Cavero de Carondelet e Bally, già Duca di Bailén, Grande di Spagna[20]
- Frà Giacomo Dalla Torre del Tempio di Sanguinetto, 80º Principe Gran Maestro del Sovrano Militare Ordine di Malta[20]
- Principe D. Rupert zu Loewenstein-Wertheim-Freudenberg, già Conte di Loewenstein-Scharffeneck[34]

### Santi, Beati, Venerabili e Servi di Dio dell'Ordine costantiniano
- S.S. Papa San Silvestro I[35]
- San Basilio[36]
- Carlo Borromeo
- Mons.  Eugenio Pacelli, divenuto poi S.S. Papa Pio XII[37]
- Sant'Eugenio de Mazenod (al secolo Charles-Joseph-Eugene de Mazenod)[38]
- Venerabile Don Placido Baccher De Gasaro[39]
- Mons. Pietro La Fontaine[40]
- Servo di Dio Frà Andrew Bertie

## Categorie, gradi e insegne
Categoria di Giustizia: riservata ai rappresentanti delle più illustri famiglie nobili con il requisito di possedere nobiltà generosa di almeno duecento anni nei quattro quarti.
Categoria di Jure Sanguinis: riservata a coloro che sono di antica e provata nobiltà, rivestano alte dignità o ricoprano cariche di elevato prestigio, o si siano distinti per eccezionali benemerenza verso l'Ordine.
Categoria di Merito: riservata a coloro che godono della nobiltà personale e si siano resi meritevoli per pregi personali e per servigi, particolarmente di natura religiosa, resi all'Ordine.
Categoria di Ufficio: riservata a coloro che hanno servito l'Ordine con merito personale e denominata anche "Riconoscimento del Merito".
I gradi, in ordine ascendente, attraverso i quali si viene ricevuti nel S.M.O. Costantiniano sono i seguenti:
- cavaliere/dama d'ufficio (per laici sia civili che militari)
- cavaliere/dama di merito (per laici sia civili che militari)
- cavaliere/dama di merito con placca d'argento (per laici sia civili che militari)
- cavaliere/dama jure sanguinis (per laici sia civili che militari)
- cavaliere/dama jure sanguinis con placca d'oro (per laici sia civili che militari)
- cavaliere/dama di giustizia (per laici sia civili che militari)
- cappellano di merito (per il clero)
- cappellano jure sanguinis (per il clero)
- cappellano di giustizia (per il clero)
- cavaliere di gran croce di merito (per laici sia civili sia militari)
- cavaliere di gran croce jure sanguinis (per laici sia civili sia militari)
- cavaliere di gran croce jure sanguinis con placca d'oro (per laici sia civili sia militari)
- cavaliere di gran croce di giustizia (per laici sia civili sia militari)
- cappellano di gran croce di merito (per il clero)
- cappellano di gran croce jure sanguinis (per il clero)
- cappellano di gran croce di giustizia (per il clero)
- balì gran croce di giustizia (per laici sia civili sia militari e per il clero)
- balì decorato con il collare (per laici sia civili sia militari e per il clero).

Di rado, in via del tutto eccezionale e per straordinari meriti, alcuni cavalieri possono ottenere elevazioni con Motu Proprio gran magistrale a gradi o categorie superiori rispetto a quelli di accesso.
Con gli statuti del 19 settembre 1988, dati in Madrid, venivano introdotte le categorie di Onore, associate a tutte le altre categorie preesistenti (Giustizia, Jure Sanguinis, Merito, Ufficio) e ai rispettivi gradi. Tale categoria viene concessa ai Cristiani non in comunione con la Religione Cattolica Apostolica Romana. Di fatto la categoria d'Onore è concessa raramente e in situazioni speciali.
|                                             |                                                       |                                                          |
| Nastri                                      |                                                       |                                                          |
| Cavaliere d'ufficio (1)                     | Cavaliere di merito (2)                               | Cavaliere di merito con placca d'argento (3)             |
| Cavaliere jure sanguinis (4)                | Cavaliere jure sanguinis con placca d'oro (5)         | Cavaliere di giustizia (6)                               |
| Cavaliere gran croce di merito (7)          | Cavaliere gran croce jure sanguinis (8)               | Cavaliere gran croce jure sanguinis con placca d'oro (9) |
| Cavaliere gran croce di giustizia/Balì (10) | Balì gran croce di giustizia decorato di collare (11) |                                                          |

Vengono inoltre concesse per particolari meriti verso l'Ordine, le seguenti medaglie di benemerenza: 
- medaglia d'oro di benemerenza
- medaglia d'argento di benemerenza
- medaglia di bronzo di benemerenza

| Medaglie di benemerenza       |                                   |                                   |
| Medaglia d'oro di benemerenza | Medaglia d'argento di benemerenza | Medaglia di bronzo di benemerenza |

Gli insigniti delle prestigiose medaglie di benemerenza, sono e restano soltanto benemeriti, e non da considerarsi membri dell'Ordine. Talvolta, però, anche colui o colei che già detiene un titolo cavalleresco costantiniano può essere decorato della medaglia di benemerenza.

## Uniforme e manto cerimoniale
I cavalieri costantiniani laici, da statuto, godono del privilegio di poter indossare l'uniforme e il manto cerimoniale.
L'uniforme consiste in una tunica e calzoni di colore bleu de roi con bande ai calzoni, spalline e cintura oro, secondo i gradi riportati nei figurini annessi.
Le spalline sono interamente ricamate in filo d'oro su fondo di panno rosso, recanti un bottone in metallo dorato come i precedenti nonché la Croce Costantiniana in oro e smalto color porporino.
La cintura è in triplo gallone d'oro su fondo di pelle e seta color rosso; fibbia in metallo dorato con al centro la Croce Costantiniana e dentro una corona costituita da fronde d'alloro.
II cappello è la feluca di forma simile a quella degli altri Ordini Equestri con coccarda cilestre e portano spade e speroni. La spada è a forma di Croce, a lama piatta, in metallo dorato, con l'impugnatura in madreperla. Invece gli speroni sono in metallo dorato con fregi.
I guanti sono di colore bianco. In casi eccezionali, ossia quando viene dichiarato il lutto, i guanti sono neri.
I dettagli tecnico-dimensionali delle parti dell'uniforme e degli accessori, sono aggiornati all'ultima modifica su tale materia, avvenuta con lo statuto del 12 Febbraio 1912. In linea di massima si discostano comunque poco rispetto alle tipologie ottocentesche.
I Cavalieri laici (non le Dame), durante le cerimonie religiose, indossano il mantello di colore bleu de roi mentre sulla spalla sinistra è presente una grande Croce Costantiniana ricamata in filo d'oro su velluto color porporino. Il collo del mantello è sempre in velluto di color porporino e, secondo le disposizioni del Consiglio di Governo dell'Ordine svoltosi in data 20 giugno 2012, presenta le seguenti quattro distinzioni:
- Per la categoria di Giustizia: il modello tradizionale ed invariato, recante ricami a girali d'alloro ad estensione totale che racchiudono i gigli di Francia, simbolo della Casata Borbone.
- Per la categoria Jure Sanguinis: bordo d'oro con frazione (terza parte del campo del colletto visibile in lato) del ricamo a girali d'alloro (già presente in estensione totale per il colletto dei Cavalieri della Categoria di Giustizia) e che racchiude singolo giglio di Francia.
- Per la categoria di Merito: bordo d'oro con il piccolo giglio di Francia già presente nei girali d'alloro delle categorie precedenti.
- Per la categoria d'Ufficio: unicamente bordo d'oro.

Sul mantello i Balì Cavalieri di Gran Croce decorati di collare indossano il Collare Costantiniano.
Il mantello del Gran Maestro ha la croce, posta sulla spalla sinistra, circondata da una grande corona di fronde di alloro ed un cordone da collo di colore oro cingendo il Collare Costantiniano.
Per i cavalieri appartenenti al Clero, ossia i Cappellani, uniforme e manto da cerimonia sono sostituiti dalla mozzetta Costantiniana, di colore bleu de roi ed avente sulla spalla sinistra una grande Croce Costantiniana ricamata in filo d'oro su velluto color porporino.

## Bandiera dell'Ordine
Secondo gli statuti del 20 luglio 1934, rivisitati il 16 luglio 1943, il 31 ottobre 1987 ed il 31 ottobre 2006, il vessillo della Milizia Costantiniana, nelle grandi adunanze e nelle sacre funzioni, è il Labaro Costantiniano, modellato sull'antico Labaro del Gran Costantino.
Invece per le funzioni civili atte ad opere di assistenza ospedaliera, di soccorso e di beneficenza, è prescritto l'uso della Bandiera di seta bianca, con la Croce Costantiniana nel centro, di colore porporino.

## Norme araldiche e trattamenti d'onore per i Cavalieri Costantiniani
La Croce greca gigliata d'oro, smaltata di color porporino, caricata alle estremità delle lettere I.H.S.V. (motto dell'Ordine: In Hoc Signo Vinces), e in centro del Cristogramma XP e ai lati delle lettere Alfa ed Omega (entrambe maiuscole). La stessa circondata dal Collare Costantiniano in catena d'oro, formato da monogrammi costantiniani, connesso con la Croce dell'Ordine cinta da corona di alloro, con San Giorgio a cavallo in atto di uccidere il drago, pendente.
BALÌ, CAVALIERI DI GRAN CROCE DI GIUSTIZIA

Sono autorizzati a portare la Croce dell'Ordine quale Capo del proprio stemma nobiliare; quest'ultimo può essere cinto dal Collare Costantiniano (per coloro che lo hanno ricevuto), oppure dal nastro blu cielo, con la Croce, la Corona, il Trofeo Militare e il S. Giorgio a cavallo che uccide il drago, sospeso il tutto. Godono altresì, in virtù dell'articolo II del Capitolo II degli Statuti, dei trattamenti di Eccellenza e di Don (nel caso in cui non ne fossero già onorati per consuetudini e storia familiari).
CAVALIERI DI GRAN CROCE DI GIUSTIZIA

Sono autorizzati a cingere il proprio stemma col nastro blu cielo e la placca d'oro di Giustizia, sospesa.
CAVALIERI DI GRAN CROCE JURE SANGUINIS E DI MERITO

Sono autorizzati a cingere il proprio stemma col nastro blu cielo e la placca d'argento, sospesa.
CAVALIERI DI GIUSTIZIA

Sono autorizzati a cingere il proprio stemma col nastro blu cielo (in proporzione più stretto della banda di Gran Croce) e la Croce dell'Ordine, con Corona e Trofeo Militare, sospesi.
CAVALIERI JURE SANGUINIS

Sono autorizzati a cingere il proprio stemma a partire dalla terza zona superiore dello scudo, col nastro blu cielo e la Croce dell'Ordine con la Corona, sospesa.
CAVALIERI DI MERITO

Possono appendere la Croce dell'Ordine al nastro blu cielo al di sotto dello scudo.
CAVALIERI DI UFFICIO

Possono appendere la Croce dell'Ordine, al di sotto dello scudo.
CAVALIERI D'ONORE

Nelle varie categorie, hanno diritto ai medesimi privilegi araldici dei membri dell'Ordine, salvo la variante dei colori del nastro.
TRATTAMENTI D'ONORE DESUETI

Era consuetudine sino al 1861 usare il trattamento d'onore di Don per tutti i Cavalieri Costantiniani, a prescindere dal grado. Oggi è previsto soltanto per i Balì Cavalieri di Gran Croce di Giustizia.
Era inoltre consuetudine nella prima metà del secolo XIX in Sicilia, attribuire il trattamento di Venerabile o Venerando ai Cavalieri di Gran Croce dell'Ordine Costantiniano, che nella attuale configurazione delle categorie e dei gradi, corrispondono al rango di Balì Cavalieri di Gran Croce di Giustizia. Ad oggi tale trattamento è desueto.

## Organi di Governo dell'Ordine in Italia
L'Ordine agisce in tutto il mondo attraverso la Real Deputazione, avente sede a Madrid e dipendenza diretta dal Gran Magistero.
Nei vari Paesi in cui l'Ordine è presente, le attività vengono coordinate da appositi organismi di governo denominati "Real Commissioni" ed, in ciascuno stato, sotto l'indirizzo delle Real Commissioni, possono essere istituite Delegazioni, con competenza territoriale.
La Real Commissione per l'Italia, con sede in Roma,  è così composta:
- Duca don Diego de Vargas Machuca - Presidente;
- Principe don Flavio Borghese - Vice Presidente;
- Marchese Narciso Salvo di Pietraganzili - Presidente della Commissione Araldica;
- Nobile don Lorenzo de Notaristefani - Curatore della Basilica Magistrale;
- Alessandro Pompili - Cancelliere;
- Console Onorario Conte don Giuseppe Barranco di Valdivieso - Tesoriere;
- Ministro Plen. Nobile Avv. Roberto Saccarello -  Consulente di Diritto Civile;
- Alfonso Marini Dettina - Consulente di Diritto Canonico;
- Avv. Dario Stifano - Addetto alle Relazioni Esterne;
- Card. Gianfranco Ravasi - Consigliere;
- don Fabio Fantoni - Consigliere;
- Mons. Carlo dell'Osso - Consigliere;
- padre Rocco Ronzani O.S.A. - Consigliere;
- Conte don Riccardo Paternò di Montecupo - Consigliere;
- Amb. Alfredo Bastianelli - Consigliere;
- Marchese don Roberto Dentice - Consigliere;
- Principe don Alberto Giovanelli - Consigliere;
- Marchese don Domenico Serlupi Crescenzi Ottoboni - Consigliere;
- Conte don Vincenzo Capasso Torre, Conte delle Pástene - Presidente Emerito;
- don Giuseppe Bonanno, Principe di Linguaglossa - Vice Presidente Emerito.

## Elenco dei Gran Maestri - Cronologia leggendaria, tradizionale (non documentata)
La leggenda vuole che il fondatore della Milizia Costantiniana fosse l'imperatore romano Costantino il Grande. Di conseguenza divenendo l'Ordine patrimonio di collazione degli imperatori, prima romani, poi bizantini, avrebbe seguito tutte le successioni al trono imperiale, nella dinastia Angela Flavia Comnena. Esistono alcuni documenti citati in fonti anteriori all'anno mille, soprattutto di origine ecclesiale, ma ancora non si dispone della documentazione originale.
1. Costantino I il Grande, imperatore 313 – 22 maggio 337
2. Costantino II Flavio, imperatore 22 maggio 337 – febbraio 340
3. Costante I Flavio, imperatore 22 maggio 337 – 18 gennaio 350
4. Costanzo II Flavio, imperatore 22 maggio 337 – 3 novembre 361
5. Costanzo Gallo Angelo Flavio, principe di Macedonia 361 – 362
6. Michele Gallo Angelo Flavio, principe di Macedonia 362 – 428
7. Alessio Angelo Flavio Comneno, principe di Macedonia 428 – 458
8. Alessio II Angelo Flavio Comneno, principe di Cilicia e di Macedonia 458 – 514
9. Michele II Angelo Flavio Comneno, principe di Cilicia e di Macedonia 514 – 548
10. Alessio Michele Angelo Flavio Comneno, principe di Cilicia e di Macedonia 548 – 586
11. Angelo Michele Angelo Flavio Comneno, principe di Cilicia e di Macedonia 586 – 617
12. Filippo Basilio Pipino Angelo Flavio Comneno, principe di Cilicia e di Macedonia 617 – 625
13. Isacco Angelo Flavio Comneno, principe di Cilicia e di Macedonia 625 – 667
14. Alessio III Angelo Flavio Comneno, principe di Cilicia e di Macedonia 667 – 719
15. Costantino III Angelo Flavio Comneno, principe di Cilicia e di Macedonia 719 – 781
16. Michele IV Angelo Flavio Comneno, principe di Cilicia e di Macedonia 781 – 820
17. Costantino IV Angelo Flavio Comneno, principe di Cilicia e di Macedonia 820 – 905
18. Alessio IV Angelo Flavio Comneno, principe di Cilicia e di Macedonia 905 – 953
19. Michele V Angelo Flavio Comneno, principe di Cilicia e di Macedonia 953 – 984
20. Emanuele Michele Angelo Flavio Comneno, principe di Cilicia e di Macedonia 984 – 1021
21. Isacco II Angelo Flavio Comneno, imperatore (Isacco I) 1021 – 1061
22. Alessio V Angelo Flavio Comneno, imperatore (Alessio I) 1061 – 1118
23. Giovanni Angelo Flavio Comneno, imperatore (Giovanni II) 1118 – 8 aprile 1143
24. Isacco III Angelo Flavio Comneno 1143 – 1152
25. Andronico Angelo Flavio Comneno 1152 – 1185
26. Isacco IV Angelo Flavio Comneno, imperatore (Isacco II) 1185 – 12 aprile 1204
27. Alessio VI Angelo Flavio Comneno, imperatore (Alessio IV) 1195 – 28 gennaio 1204
28. Alessio Andrea Angelo Flavio Comneno, principe di Macedonia, duca di Drivasto e Durazzo 1204 – 1260
29. Michele VI Angelo Flavio Comneno, principe di Macedonia, duca di Drivasto e Durazzo 1260 – 1318
30. Andrea Angelo Flavio Comneno, principe di Macedonia, duca di Drivasto e Durazzo 1318 – 1366
31. Michele VII Angelo Flavio Comneno, principe di Macedonia, duca di Drivasto e Durazzo 1366 – 1410
32. Paolo Angelo Flavio Comneno, principe di Macedonia, duca di Drivasto e Durazzo 1410 – 1453
33. (33) Andrea II Angelo Flavio Comneno, principe di Macedonia, duca di Drivasto e Durazzo 1453 – 1479
34. (34) Pietro I Angelo Flavio Comneno, principe di Macedonia, duca di Drivasto e Durazzo, Arcivescovo di Durazzo, 1479 – 1511
35. (35) Giovanni Demetrio Angelo Flavio Comneno, principe di Macedonia, duca di Drivasto e Durazzo 1511 – 1570

## Elenco dei Gran Maestri - Cronologia storica (documentata)
1. (36) Andrea Angelo Flavio Comneno, principe di Macedonia, duca di Drivasto e Durazzo 1570-1580
2. (36) Girolamo Angelo Flavio Comneno, principe di Macedonia, duca di Drivasto e Durazzo 1570-1591 (co-Gran Maestro)
3. (37) Pietro II Angelo Flavio Comneno, principe di Macedonia, duca di Drivasto e Durazzo 1580 – 1592
4. (38) Giovanni Andrea I Angelo Flavio Comneno, principe di Macedonia, duca di Drivasto e Durazzo 1572 – 20 luglio 1623
5. (39) Marino Caracciolo, principe di Avellino 20 luglio 1623 – 1627
  - Giovanni Andrea I Angelo Flavio Comneno, principe di Macedonia, duca di Drivasto e Durazzo (per la seconda volta) 1627 – 1630
6. (40) Angelo Maria Angelo Flavio Comneno, principe di Macedonia, duca di Drivasto e Durazzo 1634 – 1678
7. (41) Marco Angelo Flavio Comneno, principe di Macedonia, duca di Drivasto e Durazzo 1678 – 1679
8. (42) Girolamo II Angelo Flavio Comneno, principe di Macedonia, duca di Drivasto e Durazzo 1679 – 1687
9. (43) Giovanni Andrea II Angelo Flavio Comneno, principe di Macedonia, duca di Drivasto e Durazzo 1687 – 1699
10. (44) Francesco I Farnese, duca di Parma e Piacenza 1699 – 26 febbraio 1727
11. (45) Antonio Farnese, duca di Parma e Piacenza 26 febbraio 1727 – 20 gennaio 1731
12. (46) Carlo di Borbone, re di Napoli e di Sicilia 20 gennaio 1731 – 1759
13. (47) Ferdinando IV di Borbone, re di Napoli e di Sicilia, poi Ferdinando I delle Due Sicilie 1759 – 4 gennaio 1825
14. (48) Francesco I di Borbone, re delle Due Sicilie 4 gennaio 1825 – 8 novembre 1830
15. (49) Ferdinando II di Borbone, re delle Due Sicilie 8 novembre 1830 – 22 maggio 1859
16. (50) Francesco II di Borbone, re delle Due Sicilie 22 maggio 1859 – 27 dicembre 1894
17. (51) Alfonso di Borbone-Due Sicilie, Conte di Caserta 27 dicembre 1894 – 16 maggio 1934
18. (52) Ferdinando Pio di Borbone-Due Sicilie, Duca di Calabria (1894-1934), Conte di Caserta 16 maggio 1934 – 17 gennaio 1960

### Dalla disputa dinastica
1. (53) Alfonso Maria di Borbone Due Sicilie  Duca di Calabria, Conte di Caserta(1960-1964) / Ranieri di Borbone-Due Sicilie, Duca di Castro (1960-1966)
2. (54) Carlos Maria de Borbon y Borbon, Duca di Calabria, Conte di Caserta Infante di Spagna (1964-2015) / Ferdinando Maria di Borbone-Due Sicilie, Duca di Castro  (1966-2008)
3. (55) Don Pedro de Borbon y Orlean Duca di Calabria, Conte di Caserta  (2015- in carica) / Carlo di Borbone-Due Sicilie, Duca di Castro (2008- in carica)

## Riconoscimenti Internazionali
L'Ordine Costantiniano, con i titoli cavallereschi e le medaglie di benemerenza che concede, è riconosciuto in maniera ufficiale e con status differenti nei seguenti Stati:
- Repubblica Italiana, mediante artt. 7 e 8 della Legge 3 Marzo 1951 n. 178, vi è l'autorizzazione all'onorificenza con decreto del Ministero degli Affari Esteri, intendendo l'ordine come "non nazionale" e legato alla storicità italiana[47]. Può essere estesa l'autorizzazione anche ai militari e alle Forze di Polizia, mediante l'azione congiunta del Ministero della Difesa per le 4 FF.AA., del Ministero dell'Economia e delle Finanze per il Corpo della Guardia di Finanza e del Ministero dell'Interno per la Polizia di Stato.
- Regno di Spagna, mediante pronunciamento dell'8 marzo 1984, poi anche Instrucción General 06/12 del Ministero della Difesa di Spagna, l'Orden Circular del Ministero degli Esteri spagnolo (n. 4/2014). Il riconoscimento avviene mediante il Ministero degli Esteri o il Ministero della Difesa.
- Stati Uniti d'America, mediante il Ministero della Difesa[48].
- Messico, mediante il Ministero degli Esteri[49].
- Regno dei Paesi Bassi, mediante il Ministero della Difesa[50].
- Santa Sede, essendo stato fondato come Religione Militare ed essendo ufficio ecclesiastico di elezione pontificia regolato da statuti approvati dalla Santa Sede, il riconoscimento è nella natura esistenziale stessa dell'Ordine. In realtà i Sommi Pontefici hanno, nel corso della storia, concesso numerosi privilegi, benedizioni, attestati di stima, bolle e decreti a vantaggio dell'Ordine Costantiniano. Alcuni ex pontefici, da cardinali sono stati membri dell'Ordine Costantiniano, e numerosi prelati ancora oggi ne fanno parte. Congiuntamente all'Italia, le poste vaticane hanno anche dato seguito ad emissioni filateliche riportanti la Croce Costantiniana[51].
- Ordine di Malta, che riconosce l'Ordine Costantiniano in toto, inoltre le prove nobiliari costituiscono documentazione presentabile ai processi di nobiltà dell'Ordine melitense. Numerosi Cavalieri dell'Ordine di Malta, compresi i Principi Gran Maestri, sono anche Cavalieri Costantiniani.

Ove non esplicitamente riconosciuto, l'Ordine Costantiniano è de facto accettato sia per la storia che per il prestigio. Infatti esistono anche commissioni in Andorra, Austria, Brasile, Francia, Germania, Gran Bretagna ed Irlanda, Liechtenstein, Lussemburgo, Portogallo, San Marino.

## Emissioni filateliche
Il 13 settembre 2012 la Città del Vaticano e la Repubblica Italiana, mediante il coinvolgimento del Sacro Militare Ordine Costantiniano di San Giorgio (Reale Commissione per l'Italia e la Delegazione della Tuscia e Sabina), hanno dato luogo ad una emissione congiunta commemorativa del 1700º anniversario della Battaglia di Ponte Milvio tra Costantino e Massenzio, di un francobollo, di un foglietto e di annullo filatelico. Nel campo dell'emissione campeggia la Croce Costantiniana.
Nel panorama mondiale degli Ordini equestri questa peculiarità è condivisa con l'Ordine Equestre del Santo Sepolcro di Gerusalemme e con l'Ordine di Malta.